# Johann Elias Ridinger

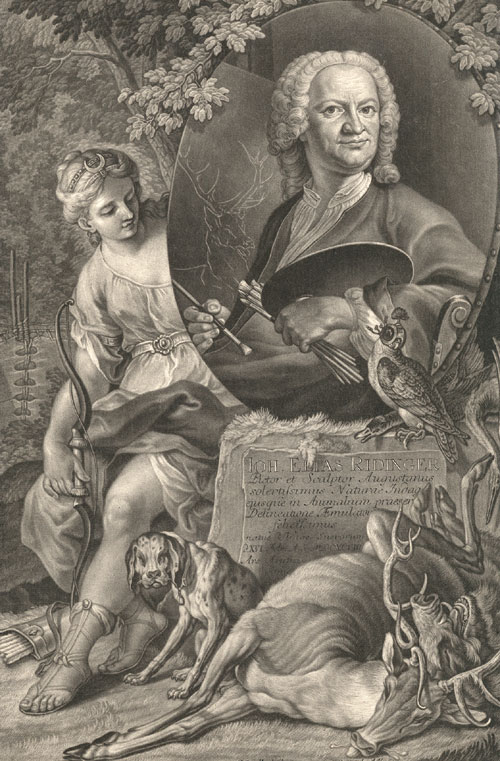
Johann Elias Ridinger ca 1750, mezzotint.

Johann Elias Ridinger, född 16 februari 1698 i Ulm, död 10 april 1767 i Augsburg, var en tysk målare, gravör, tecknare och bokförläggare. Han anses vara en av de mest kända tyska gravörerna av djurmotiv, särskilt hästar, hundar och jaktscener.
Han började sin utbildning i Ulm för konstnären Christoph Resch (1701–1716) och studerade senare under Johann Falch (1687–1727) i Augsburg. Han lärde sig  gravyrkonsten av Georg Philipp Rugendas. På inbjudan av Friherre Wolf von Metternich (1706–1731) tillbringade han tre år i Regensburg. Jakt och besök på en ridskola var avgörande för hans utveckling. Hans gravyrer och etsningar visade djuren i karakteristiska rörelser och positioner i landskapsmiljöer. Den dekorativa elementen i hans verk visar tydligt rokokostiltendenser.  Han grundade även senare sitt eget bokförlag i Augsburg, där de flesta av hans verk skapades. År 1759 blev han chef för Augsburger Stadtakademie. Hans teckningar var ofta utförda med precision och smak. De har använts som dekor på porslin och keramik.